# Ichneumon gibbulus
Ichneumon gibbulus là một loài tò vò trong họ Ichneumonidae.